# Pierre Eychart
Pierre Eychart (né le 10 mars 1943 à Villeneuve-sur-Lot et mort le 25 novembre 2013 à Montereau-Fault-Yonne) est un peintre français.

## Biographie
Fils de Paul Eychart il en devient l'élève à l'école des Beaux-Arts de Clermont-Ferrand où son père, professeur, l'a initié au dessin et à la peinture. Il poursuit sa formation à l'École nationale supérieure des beaux-arts à Paris, atelier Roger Chapelain-Midy. Il va se perfectionner à la Casa de Velásquez, 40e promotion, de 1969 à 1971 car il a pu rester une 2e année.
Il a travaillé dans son atelier de la rue Gauget dans le 14e arrondissement à Paris où sa compagne Viviane Vagh  a vécu avec lui jusqu'en 1987.
Particulièrement prolifique, plus de 2 000 œuvres, huiles, dessins, aquarelles, écrits, il participe ou préside à de très nombreuses expositions en France ou à l'étranger et remporte de très nombreux prix.
Inhumé le 30 novembre au cimetière des Estresses de Saint-Julien-de-Toursac, c'était le compagnon de Régine Masclez et le frère de François et de Marie-Thérèse.

## Œuvres

### Huiles
- 1963 : Usine. Huile sur toile. 65 × 93 cm[3].
- 1967 : Le Métro ou la cage. Huile sur toile. 400 × 200 cm.
- 1974 : Le Port de Conflans. Huile sur toile. 38 × 55 cm.
- 1976 : Vue de Paris, le Pont des Arts à l'aube. Huile sur toile. 60 × 73 cm.
- 1978 : Régates à Carry-le-Rouet (Marseille). Huile sur toile. 55 × 38 cm.
- 1979 : Small Caf. Huile sur toile. 41 × 31,9 cm.
- 1979 : Nu au pullover noir. huile sur toile. 50 × 65 cm.
- 1982 : Les bateaux. Huile sur toile. 21 × 34 cm.
- 1983 : Bateaux à la pompe sur le Loing à Saint-Mammès. Huile sur toile. 50 × 61 cm.
- 1986 : Autoportrait.
- 1989 : La Seine à Bercy, lumière nocturne. Huile sur toile. 38 × 46 cm.
- 2010 : Les passants. Huile sur toile. 400 × 200 cm.

### Dessins, aquarelles
- 1976 : Soir à la terrasse. Aquarelle.
- 1976 : Le flipper. Aquarelle.
- 2001 : L'entassement. Aquarelle et encre.
- 2004 : Au café. Aquarelle et encre.
- 2006 : À Durtol. Aquarelle et crayon.
- 2006 :  Le café de Nohanent. Aquarelle et encre.
- 2007 : Au zinc. Aquarelle et crayon.
- 2010 : Soir sur le Loing. Aquarelle.
- 2010 : Place du pont à Moret sur Loing. Aquarelle.
- 2011 : Au comptoir. Aquarelle et encre.

### Écrits
- 1991 : Texte en hommage à Maurice Mazo dans le journal L'Humanité.
- 1992 : Pierre Eychard ou la réalité en face.
- 2001 : Vincent Van Gogh s'est-il suicidé pour rien? illustré par l'auteur dans la revue Faites entrer l'infini.
- 2002 : Le Combat d'Alfred Sisley comme contribution à la réalisation d'un projet international pour l'inscription des paysages culturels impressionnistes au Patrimoine de l'Humanité.
- 2005 : La Mafia du marché de l'Art dans le numéro 38  de La Revue Commune de juin 2005 aux éditions Le Temps des cerises.
- 2005 : Paul Eychart, mon père dans le numéro 58 de La Chronique de l'Oppidum
- 2010 : À propos de l'Art Contemporain.
- 2011 : Le Sens de l'Art dans le catalogue du Salon d'Automne 2011 pour l'exposition à Moret-sur-Loing.

## Expositions
- 1984-1985 : Clermont-Ferrand du 22 décembre au 5 janvier à la Maison des Arts
- 1988 : Draguignan, exposition au musée.
- 2006 : Saint-Mammès, « L'Espagne en 1970 » à la Casa de Velásquez, du 1er au 15 septembre.
- 2009 : Montereau-Fault-Yonne, au musée de la faïence, en novembre.
- 2010 : Clermont-Ferrand, « Pierre Eychard, peintre des émotions», 60 œuvres du 21 juin au 21 août, Hôtel du département[4].
- 2011 : Moret-sur-Loing du 2 juillet au 28 août au Prieuré de Pont Loup[5].
- 2012 :  Voulangis du 17 mars au 29 avril à la Galerie de Crécy[6].
- 2014 : Laroquebrou, au château, en juillet.
- 2015 : Moret-sur-Loing du 1er au 31 août.

## Distinctions
- Le site «Pierre Eychart (1943-2013) : Galerie de Crécy, Antiquités-tableaux-sculptures depuis 1969» donne des dates parfois différentes[7].
- 1967 : Prix Linet, Grand Prix des Jeunes Peintres du Salon d'Automne.
- 1968 : Prix des Jeunes Peintres du Salon des artistes français.
- 1968 : Médaille d'Argent du Salon des artistes français.
- 1969-1971 : Lauréat de la Casa de Velásquez.
- 1970 : Prix Corot, médaille d'Or du Salon des artistes français.
- 1971 : Prix du Salon de Mantes-la-Jolie.
- 1972 : Prix Prince-Pierre-de-Monaco.
- 1973 : Prix Othon Friesz, sociétaire du Salon d'Automne de Paris.
- 1974 : Prix de Collonges-la-Rouge ou 1976 ?
- 1975 : Prix Antral ou 1980 ?
- 1975 : Médaille d'Or de la ville de Clermont-Ferrand.
- 1978 : Prix des Volcans au XXXIe Salon de la ville de Clermont-Ferrand ou 1981.
- 1979 : Prix Collioure au Salon d'Automne.
- 1981 : Divers prix de l'Institut de France.
- 1981 : Prix Taylor
- 1991 : Hommage au Salon d'Automne de Paris ou 1989 ?
- 1992 : Prix Renée Béja de la Fondation Taylor.
- 2008 : Prix Taylor au Salon d'Automne.
- 2009 : Prix Taylor.
- 2009 : Médaille du Ministère de l'Outremer décernée par Yves Jego au Salon de Moret-sur-Loing.